# Pere Gil i Estalella

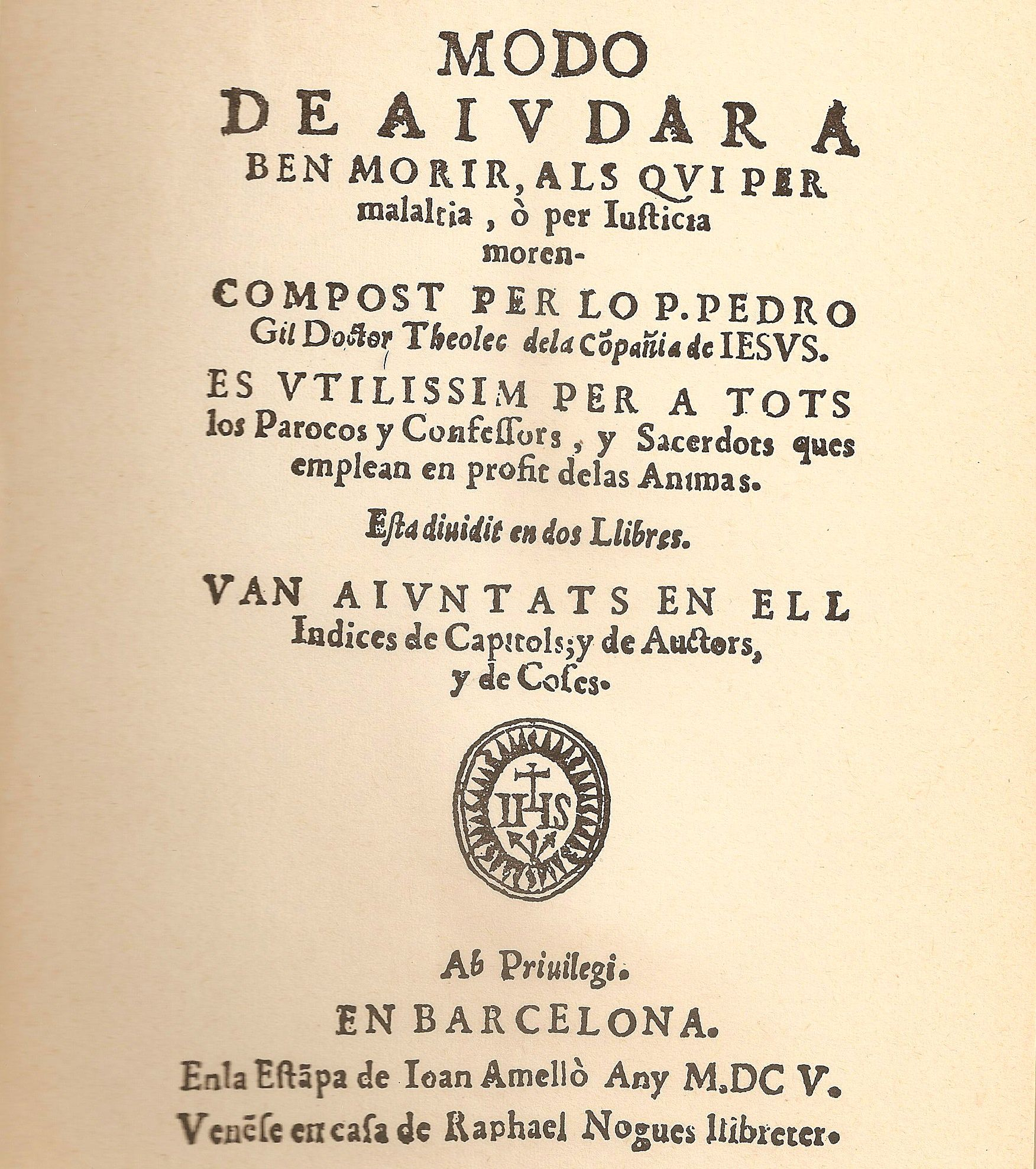
Modo de aivdar a ben morir

Pere Gil i Estalella (Reus, 1551 - Barcelona, 1622) fue un clérigo, teólogo, geógrafo e historiador español.

## Biografía
Se hizo jesuita y enseñó teología en Barcelona y Mallorca. Llegó a ocupar el cargo de padre provincial de la Compañía de Jesús en Aragón. Fue calificador de la Inquisición española, cargo desde el que realizó una notable defensa de las supuestas brujas.
La crónica de Pere Gil es una muestra paradigmática de la historiografía renacentista catalana (Pere Antoni Beuter, Martí de Viciana, Antoni Viladamor, Joan Binimelis).
Pere Gil escribió la primera geografía moderna de Cataluña: Llibre primer de la història catalana en lo qual se tracta d'història o descripció natural, ço és, de coses naturals de Catalunya, escrita en 1600 e inédita hasta 1949.
Otras obras suyas son Modo d'ajudar a ben morir als qui per malaltia o per justícia moren (1604), Memorials dels manaments i avisos al parrocos i confessors; Sobre els tributs i llur dret en el Principat de Catalunya, inédita y publicada en latín con el título De vectigalibus et eorum jure in Principatu Cathaloniae; y Vida de la madre Estefania de la Concepción, carmelita descalza. En 1621 tradujo del latín al catalán La imitació de Crist, de Tomás de Kempis (Contemptus mundi).